# 고임무
고임무(高任武, ?~?)는 고구려 보장왕의 둘째 아들이자, 고구려의 막리지이다.

## 생애
647년, 당 태종 고구려를 공격해 여러 피해를 입히자 당나라로 파견되어 공격을 중단해줄 것을 요청했으며, 이후 당 태종의 공격은 중단되었다.